# Шарвансод
Шарвансод је насеље у Италији у округу Долина Аосте, региону Долина Аосте.
Према процени из 2011. у насељу је живело 738 становника. Насеље се налази на надморској висини од 767 м.

## Становништво
Према резултатима пописа становништва 2011. у општини је живело 2.507 становника.
| 1951. | 1961. | 1971. | 1981. | 1991. | 2001. | 2011. |
| ----- | ----- | ----- | ----- | ----- | ----- | ----- |
| 1.052 | 1.480 | 1.622 | 1.780 | 1.984 | 2.266 | 2.507 |

## Партнерски градови
- Les Bois